# Арлингтон (округ)
Арлингтон (англ. Arlington) — городской округ в США, пригород столицы США Вашингтона, находящийся на правом берегу реки Потомак.
Население 209 300 человек. В нём находятся учреждения федерального правительства, в том числе военное ведомство США (Пентагон), а также штаб-квартира аэрокосмической корпорации Boeing, предприятия полиграфической промышленности, производство геофизических инструментов и строительных материалов.
C 1801 по 1920 год носил название округ Александрия; вместе с городом Александрия до 1846 года входил в состав федерального округа Колумбия, затем округ и отделившийся от него город были возвращены в состав штата Виргиния.
На Арлингтонском национальном кладбище похоронены солдаты, погибшие в 1-й и 2-й мировых войнах. В 1931 сооружён памятник «Могила неизвестного солдата». В 1963 похоронен президент США Джон Кеннеди, в 1968 — его брат, сенатор Р. Кеннеди.

## Достопримечательности
- Пентагон
- Католический собор святого Томаса Мора
- Военный мемориал корпуса морской пехоты США

## Знаменитые жители
- Сандра Буллок — американская актриса.
- Рэйчел Ямагата — американская певица и пианистка.
- Браун, Дэвид Макдауэлл — американский астронавт.
- Карл Раглс — американский композитор и художник.
- Олдрич Эймс — начальник контрразведывательного подразделения ЦРУ до 1994 г., начальник советского отдела управления внешней контрразведки ЦРУ, двойной агент.